# Censo de Colombia de 1985
El Censo de Colombia de 1985 fue el XV censo de población y IV de vivienda que fue desarrollado por el Departamento Administrativo Nacional de Estadística (DANE) en la República de Colombia durante el gobierno del presidente Belisario Betancur. El proyecto del censo nacional de 1985 fue aprobado el día 14 de junio de 1983, a través del Documento 2005 del Consejo Nacional de Política Económica Social (CONPES). El censo se desarrolló entre los días 15 al 30 de octubre de 1985 en áreas urbanas y hasta el 26 de noviembre de 1985 en áreas rurales. Los resultados se dieron a conocer en junio de 1989, siendo luego adoptados por el artículo transitorio 54 de la Constitución de 1991. Fue el primer censo que utilizó un criterio de derecho (de jure), por lo cual se tomó como base de conteo el lugar habitual de residencia de cada habitante.

## Población por departamentos
| N.º | División territorial     | Población Cabecera | Población Resto | Población Total |
| --- | ------------------------ | ------------------ | --------------- | --------------- |
| 1   | Bogotá, D. C.            | 3 974 813          | 8 128           | 3 982 941       |
| 2   | Antioquia                | 2 616 288          | 1 271 779       | 3 888 067       |
| 3   | Valle del Cauca          | 2 388 173          | 508 914         | 2 847 087       |
| 4   | Santander                | 899 392            | 538 834         | 1 438 226       |
| 5   | Atlántico                | 1 350 478          | 78 123          | 1 428 601       |
| 6   | Cundinamarca             | 633 228            | 749 132         | 1 382 360       |
| 7   | Bolívar                  | 796 005            | 401 618         | 1 197 623       |
| 8   | Boyacá                   | 423 262            | 674 356         | 1 097 618       |
| 9   | Tolima                   | 564 203            | 458 255         | 1 051 852       |
| 10  | Nariño                   | 410 297            | 608 801         | 1 019 098       |
| 11  | Córdoba                  | 397 681            | 515 955         | 913 636         |
| 12  | Norte de Santander       | 582 805            | 301 079         | 883 884         |
| 13  | Caldas                   | 519 382            | 318 712         | 838 094         |
| 14  | Cauca                    | 285 460            | 510 378         | 795 838         |
| 15  | Magdalena                | 401 425            | 367 716         | 769 141         |
| 16  | Huila                    | 352 472            | 295 284         | 647 756         |
| 17  | Risaralda                | 434 105            | 191 346         | 625 451         |
| 18  | Cesar                    | 342 986            | 241 645         | 584 631         |
| 19  | Sucre                    | 285 748            | 243 311         | 529 059         |
| 20  | Meta                     | 266 188            | 146 124         | 412 312         |
| 21  | Quindío                  | 305 893            | 71 967          | 377 860         |
| 22  | La Guajira               | 158 276            | 97 034          | 255 310         |
| 23  | Chocó                    | 79 651             | 163 117         | 242 768         |
| 24  | Caquetá                  | 107 077            | 107 396         | 214 473         |
| 25  | Putumayo                 | 40 482             | 79 333          | 119 815         |
| 26  | Casanare                 | 39 869             | 70 384          | 110 253         |
| 27  | Arauca                   | 40 605             | 29 480          | 70 085          |
| 28  | San Andrés y Providencia | 26 852             | 9 084           | 35 936          |
| 29  | Guaviare                 | 12 929             | 22 376          | 35 305          |
| 30  | Amazonas                 | 16 598             | 13 729          | 30 327          |
| 31  | Vaupés                   | 4 051              | 14 884          | 18 935          |
| 32  | Vichada                  | 3 324              | 10 446          | 13 770          |
| 33  | Guainía                  | 3 555              | 5 659           | 9 214           |
|     | Colombia                 |                    |                 | 27 867 326      |

## Indicadores demográficos
Los principales indicadores demográficos registrados en el Censo 1985 fueron los siguientes:
| Población                  | Cifras            | Porcentaje        |                   |                   |                   |                   |
| Población general          | Población general | Población general | Población general | Población general | Población general | Población general |
| -------------------------- | ----------------- | ----------------- | ----------------- | ----------------- | ----------------- | ----------------- |
| Población total            | 27 837 932        | 100.0             |                   |                   |                   |                   |
| Hombres                    | 13 777 700        | 49.5              |                   |                   |                   |                   |
| Mujeres                    | 14 060 232        | 50.5              |                   |                   |                   |                   |
| Población por edad         |                   |                   |                   |                   |                   |                   |
| Población de 0 a 14 años   | 10 041 037        | 36.1              |                   |                   |                   |                   |
| Población de 15 a 29 años  | 8 672 602         | 31.2              |                   |                   |                   |                   |
| Población de 30 a 64 años  | 8 033 628         | 28.9              |                   |                   |                   |                   |
| Población mayor de 65 años | 1 090 665         | 3.9               |                   |                   |                   |                   |
| Fertilidad                 |                   |                   |                   |                   |                   |                   |
| Tasa de fecundidad         | 3.42              |                   |                   |                   |                   |                   |
| Edad media de fecundidad   | 28.02             |                   |                   |                   |                   |                   |